# Nimapada
Nimapada é uma cidade no distrito de Puri, no estado indiano de Orissa.

## Demografia
Segundo o censo de 2001, Nimapada tinha uma população de 16,914 habitantes. Os indivíduos do sexo masculino constituem 52% da população e os do sexo feminino 48%. Nimapada tem uma taxa de literacia de 77%, superior à média nacional de 59.5%: a literacia no sexo masculino é de 82% e no sexo feminino é de 72%. Em Nimapada, 10% da população está abaixo dos 6 anos de idade.